# Claudia de re nummaria
Claudia de re nummaria va ser una llei romana que establia que la moneda anomenada victorito, que havia estat portada d'Il·líria a la primera meitat del segle ii, fos reencunyada a Roma amb la imatge de la Victòria.